# Марек Колба
Марек Колба (словац. Marek Kolba; 14 січня 1980, м. Попрад, ЧССР) — словацький хокеїст, захисник. Виступає за ХК «Кошице» у Словацькій Екстралізі.
Виступав за ХК «Попрад», «Слован» (Братислава), «Гавіржов Пантерс», МсХК «Жиліна», МХК «Мартін», ХК «05 Банська Бистриця».
У чемпіонатах Словаччини — 574 матчі (42+91), у плей-оф — 44 матчі (1+4). В чемпіонатах Чехії — 7 матчів (0+2).
У складі національної збірної Словаччини провів 2 матчі. У складі молодіжної збірної Словаччини учасник чемпіонату світу 2000.
Досягнення
- Бронзовий призер чемпіонату Словаччини (2011).